# منظمة تلاويت للتنمية
منظمة تلاويت للتنمية منظمة تطوعية وطنية سودانية تابعة لمفوضية العون الإنساني الاتحادية، تأسست في عام 2005م. تسعي تلاويت لتنمية المجتمعات الريفية عن طريق نشر التعليم وتحسين صحة الإنسان وسبل المعيشة، ورفع الوعي وتنمية المهارات التي تمكن الإنسان من المساهمة لتحقيق تنمية مستدامة في الريف السوداني.

## الأهداف العامة
- توفير المياه بالمناطق الريفية التي تعاني شح المياه
- دعم الخلوي والمساجد بالريف
- خلق فرص عمل للشباب بالتدريب المهني والحرفي
- الاهتمام بقضايا المرأة والطفل وذي الحاجات الخاصة
- دعم التعليم خاصة تعليم المرأة بالريف
- المساهمة في تحسين الخدمات الصحية بالريف
- الرعاية الاجتماعية للاسر الفقيرة والايتام

## أهداف المنظمة الاستراتيجية
المساهمة في رفع الوعي بأهمية التعليم لكل الفئات بما في ذلك تعليم الكبار وذوي الاحتياجات الخاصة. وتحسين خدمات الرعاية الصحية الأولية وترقية صحة الأمومة والطفولة وتعزيز خدمات التغذية توسيع فرص العمل وتحسين دخول الفقراء خاصة المرأة والشباب تعزيز وتقوية البناء المؤسسي وبناء قدرات المنظمة وتأهيل العاملين فيها بما يفي بالمتطلبات اللازمة للمرحلة.

## المقر والفروع
- كسلا (المقر)
- الخرطوم
- بورتسودان

## وصلات خارجية
- الموقع الرسمي لتلاويت